# 123818 Helenzier
123818 Helenzier è un asteroide della fascia principale. Scoperto nel 2001, presenta un'orbita caratterizzata da un semiasse maggiore pari a 2,8542224 UA e da un'eccentricità di 0,0140307, inclinata di 3,02781° rispetto all'eclittica.